# Aqua-diszkográfia
Ez a szócikk az Aqua diszkográfiája, mely 3 stúdióalbumot, két válogatás albumot, három remix albumot, és 22 kislemezt tartalmaz.

## Stúdióalbumok
| Év                                                                   | Album megjelenés                                                                                | Legjobb slágerlistás helyezés | Legjobb slágerlistás helyezés | Legjobb slágerlistás helyezés | Legjobb slágerlistás helyezés | Legjobb slágerlistás helyezés | Legjobb slágerlistás helyezés | Legjobb slágerlistás helyezés | Legjobb slágerlistás helyezés | Legjobb slágerlistás helyezés | Legjobb slágerlistás helyezés | Díjak, jelölések | Eladások                                   |
| Év                                                                   | Album megjelenés                                                                                | DEN                           | AUS                           | CAN                           | GER                           | NZ                            | NOR                           | SWE                           | SWI                           | UK                            | US                            | Díjak, jelölések | Eladások                                   |
| -------------------------------------------------------------------- | ----------------------------------------------------------------------------------------------- | ----------------------------- | ----------------------------- | ----------------------------- | ----------------------------- | ----------------------------- | ----------------------------- | ----------------------------- | ----------------------------- | ----------------------------- | ----------------------------- | --- | ------------------------------------------ |
| 1997                                                                 | Aquarium - Megjelent: 1997. március 26. - Label: Universal (#85020) - Formátum: LP, CD, MC,     | 1                             | 1                             | 1                             | 6                             | 1                             | 1                             | 1                             | 3                             | 6                             | 7                             | - AUS: 6× Platina - CAN: Gyémánt - GER: Arany - NLD: Platina - NZ: Platina - NOR: 4× Platina - SWE: 5× Platina - SWI: Arany - UK: Platina - US: 3× Platina | - Világszerte: 14,000,000 - CAN: 1,083,000 |
| 2000                                                                 | Aquarius - Megjelent: 2000. február 28. - Label: Universal (#1538102) - Formátum: LP, CD, MC,   | 1                             | 15                            | 3                             | 16                            | 8                             | 1                             | 2                             | 8                             | 24                            | 82                            | - DEN: 4× Platina - AUS: Arany - CAN: 2× Platina - NOR: 2× Platina - SWE: Platina - SWI: Arany                                                             | - Világszerte: 4,000,000                   |
| 2011                                                                 | Megalomania - Megjelent: 2011. október 3. - Label: Universal - Formátum: CD, Digitális letöltés | 2                             | —                             | —                             | —                             | —                             | —                             | —                             | —                             | —                             | —                             | - DEN: Arany |                                            |
| "—" nem volt slágerlistás helyezés, vagy nem jelent meg az országban |                                                                                                 |                               |                               |                               |                               |                               |                               |                               |                               |                               |                               | |                                            |

## Válogatásalbumok
| Év                                                                    | Album megjelenés                                                                                                 | Legjobb slágerlistás helyezés | Legjobb slágerlistás helyezés | Legjobb slágerlistás helyezés | Legjobb slágerlistás helyezés | Legjobb slágerlistás helyezés | Díjak, jelölések               |
| Év                                                                    | Album megjelenés                                                                                                 | DEN                           | JPN                           | NOR                           | SWE                           | UK                            | Díjak, jelölések               |
| --------------------------------------------------------------------- | --- | ----------------------------- | ----------------------------- | ----------------------------- | ----------------------------- | ----------------------------- | ------------------------------ |
| 2002                                                                  | Cartoon Heroes: The Best of Aqua - Megjelent: 2002. május 22. - Label: Universal (#UICY-1101) - Formátum: CD, MC | —                             | 12                            | —                             | —                             | —                             |                                |
| 2009                                                                  | Greatest Hits - Megjelent: 2009. június 15. - Label: Universal (#2706310) - Formátum: CD, Digitális letöltés     | 1                             | —                             | 7                             | 24                            | 135                           | - DEN: 2× Platina - NOR: Arany |
| "—" nem volt slágerlistás helyezés, vagy nem jelent meg az országban. | |                               |                               |                               |                               |                               |                                |

## Remixalbumok
| Év                                                                    | Album megjelenés | Legjobb slágerlistás helyezés | Legjobb slágerlistás helyezés | Legjobb slágerlistás helyezés | Legjobb slágerlistás helyezés | Legjobb slágerlistás helyezés | Díjak, jelölések |
| Év                                                                    | Album megjelenés | DEN                           | JPN                           | NOR                           | NZ                            | SWE                           | Díjak, jelölések |
| --------------------------------------------------------------------- | --- | ----------------------------- | ----------------------------- | ----------------------------- | ----------------------------- | ----------------------------- | ---------------- |
| 1998                                                                  | Bubble Mix (The Ultimate Aquarium Remixes Album) - Megjelent: 1998.március 11. - Label: Universal - Formátum: CD • MC | —                             | —                             | —                             | 36                            | —                             |                  |
| 1998                                                                  | Aqua Mania Remix - Megjelent: 1998. június 25. - Label: Universal - Formátum: CD • MC                                 | 25                            | —                             | 4                             | —                             | 31                            | - NOR: Arany     |
| 2002                                                                  | Remix Super Best - Megjelent: 2002. december - Label: Universal - Formátum: CD • MC                                   | —                             | 212                           | —                             | —                             | —                             |                  |
| "—" nem volt slágerlistás helyezés, vagy nem jelent meg az országban. | |                               |                               |                               |                               |                               |                  |

## Kislemezek
| Cím                                                                   | Év   | Legjobb slágerlistás helyezés | Legjobb slágerlistás helyezés | Legjobb slágerlistás helyezés | Legjobb slágerlistás helyezés | Legjobb slágerlistás helyezés | Legjobb slágerlistás helyezés | Legjobb slágerlistás helyezés | Legjobb slágerlistás helyezés | Legjobb slágerlistás helyezés | Legjobb slágerlistás helyezés | Legjobb slágerlistás helyezés | Díjak, jelölések | Album         |
| Cím                                                                   | Év   | DEN                           | AUS                           | GER                           | IRE                           | NLD                           | NZ                            | NOR                           | SWE                           | SWI                           | UK                            | US                            | Díjak, jelölések | Album         |
| --------------------------------------------------------------------- | ---- | ----------------------------- | ----------------------------- | ----------------------------- | ----------------------------- | ----------------------------- | ----------------------------- | ----------------------------- | ----------------------------- | ----------------------------- | ----------------------------- | ----------------------------- | --- | ------------- |
| "Itsy Bitsy Spider"                                                   | 1995 | —                             | —                             | —                             | —                             | —                             | —                             | —                             | —                             | —                             | —                             | —                             | | N/A           |
| "Roses are Red"                                                       | 1996 | 1                             | —                             | —                             | —                             | —                             | —                             | 2                             | 5                             | —                             | —                             | —                             | - DEN: Platinum - NOR: Arany - SWE: Arany                                                                           | Aquarium      |
| "My Oh My"                                                            | 1997 | 1                             | 56                            | 12                            | 30                            | 12                            | 12                            | 20                            | 4                             | 12                            | 6                             | —                             | - DEN: Arany | Aquarium      |
| "Barbie Girl"                                                         | 1997 | 1                             | 1                             | 1                             | 1                             | 1                             | 1                             | 1                             | 1                             | 1                             | 1                             | 7                             | - AUS: 3× Platina - GER: Platina - NLD: Platina - NOR: 2× Platina - SWE: 3× Platina - SWI: Platina - UK: 3× Platina | Aquarium      |
| "Lollipop (Candyman)"                                                 | 1997 | —                             | 3                             | —                             | —                             | —                             | 22                            | —                             | 10                            | —                             | —                             | 23                            | - AUS: Platina | Aquarium      |
| "Doctor Jones"                                                        | 1997 | 1                             | 1                             | 7                             | 1                             | 3                             | 2                             | 1                             | 2                             | 11                            | 1                             | —                             | - AUS: 3× Platina - GER: Arany - NLD: Arany - SWE: Platina - UK: Platina                                            | Aquarium      |
| "Turn Back Time"                                                      | 1998 | 16                            | 10                            | 42                            | 4                             | 18                            | 2                             | —                             | 4                             | 26                            | 1                             | —                             | - AUS: Arany - SWE: Arany - UK: Ezüst                                                                               | Aquarium      |
| "Good Morning Sunshine"                                               | 1998 | 25                            | —                             | 94                            | —                             | 80                            | —                             | —                             | —                             | —                             | 18                            | —                             | | Aquarium      |
| "Cartoon Heroes"                                                      | 2000 | 1                             | 16                            | 13                            | 10                            | 35                            | 6                             | 1                             | 2                             | 11                            | 7                             | —                             | - DEN: 4× Platina - AUS: Arany - NZ: Arany - NOR: Arany - SWE: Platina                                              | Aquarius      |
| "Around the World"                                                    | 2000 | 1                             | 35                            | 56                            | 47                            | 44                            | —                             | 16                            | 4                             | 42                            | 26                            | —                             | - SWE: Arany | Aquarius      |
| "Bumble Bees"                                                         | 2000 | 6                             | 65                            | 96                            | —                             | —                             | —                             | —                             | 34                            | —                             | —                             | —                             | | Aquarius      |
| "We Belong to the Sea"                                                | 2001 | 19                            | —                             | —                             | —                             | —                             | —                             | —                             | —                             | —                             | —                             | —                             | | Aquarius      |
| "Back to the 80's"                                                    | 2009 | 1                             | —                             | —                             | —                             | —                             | —                             | 3                             | 25                            | —                             | —                             | —                             | - DEN: Platina - NOR: Platinum                                                                                      | Greatest Hits |
| "My Mamma Said"                                                       | 2009 | 4                             | —                             | —                             | —                             | —                             | —                             | —                             | —                             | —                             | —                             | —                             | - DEN: Arany | Greatest Hits |
| "Spin Me a Christmas"                                                 | 2009 | 43                            | —                             | —                             | —                             | —                             | —                             | —                             | —                             | —                             | —                             | —                             | | Greatest Hits |
| "How R U Doin?"                                                       | 2011 | 4                             | —                             | —                             | —                             | —                             | —                             | —                             | —                             | —                             | —                             | —                             | - DEN: Arany | Megalomania   |
| "Playmate to Jesus"                                                   | 2011 | 13                            | —                             | —                             | —                             | —                             | —                             | —                             | —                             | —                             | —                             | —                             | - DEN: Arany | Megalomania   |
| "Like a Robot"                                                        | 2011 | —                             | —                             | —                             | —                             | —                             | —                             | —                             | —                             | —                             | —                             | —                             | | Megalomania   |
| "Freaky Friday"                                                       | 2017 | —                             | —                             | —                             | —                             | —                             | —                             | —                             | —                             | —                             | —                             | —                             | | Aquarius      |
| "Rookie"                                                              | 2018 | —                             | —                             | —                             | —                             | —                             | —                             | —                             | —                             | —                             | —                             | —                             | | N/A           |
| "—" nem volt slágerlistás helyezés, vagy nem jelent meg az országban. |      |                               |                               |                               |                               |                               |                               |                               |                               |                               |                               |                               | |               |